# HD 141937 b
HD 141937 b هو كوكب خارج المجموعة الشمسية اكتشف في أبريل 2001.